# Sojuz 11

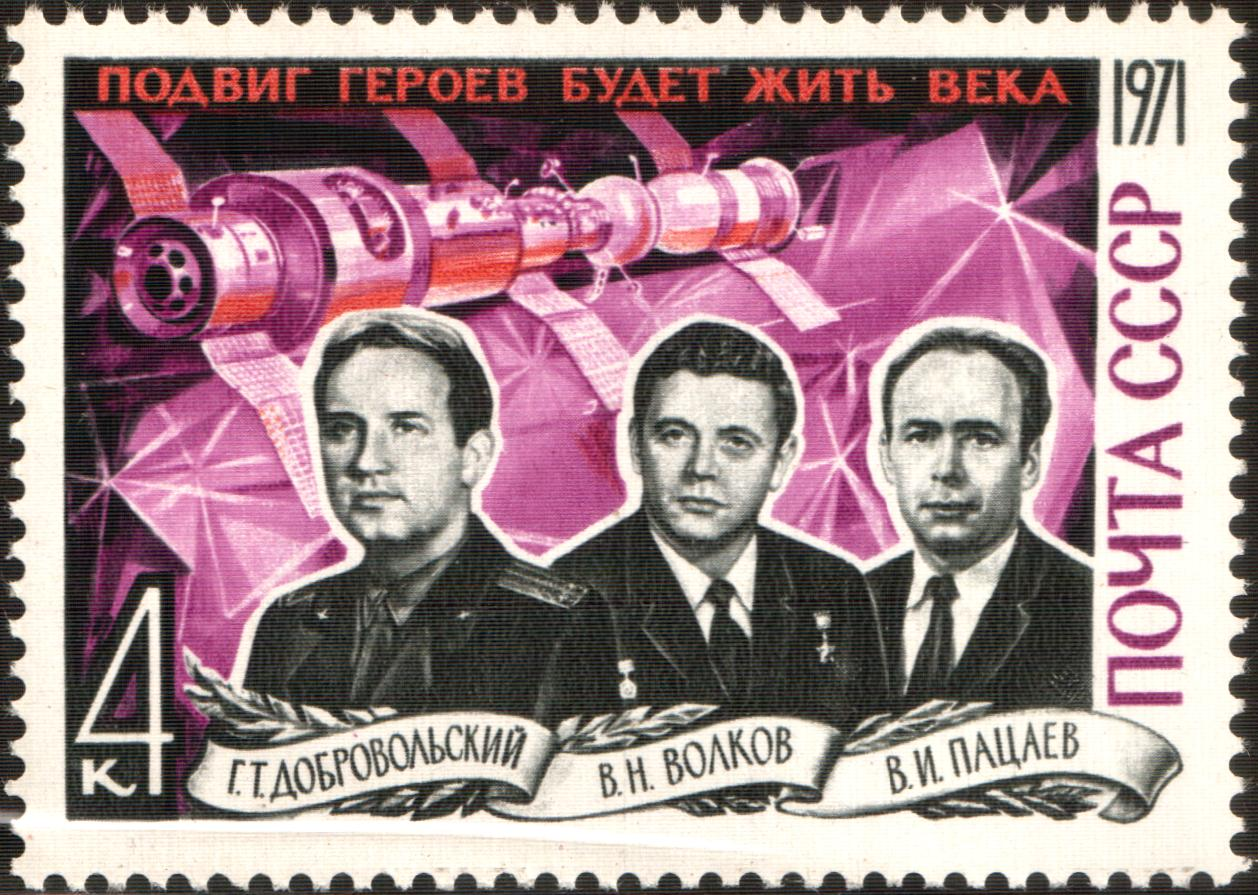
L'equipaggio della Sojuz-11

Soyuz 11 è la denominazione di una missione della navicella spaziale Sojuz verso la stazione spaziale sovietica Saljut 1. Si trattò del decimo volo equipaggiato di questa capsula, del diciannovesimo volo nell'ambito del programma Sojuz sovietico nonché del secondo volo verso una stazione spaziale sovietica. Fu la prima missione in grado di eseguire con successo la manovra di aggancio permanente alla stazione con conseguente passaggio dei cosmonauti verso la stessa.
La missione si concluse con la morte dei tre cosmonauti durante la fase di rientro, il che ne fa gli unici esseri umani deceduti nello spazio e non in incidenti al suolo o nell'alta atmosfera terrestre.

## Equipaggio
- Georgij Timofeevič Dobrovol'skij (primo volo), comandante
- Viktor Ivanovič Pacaev (primo volo), ingegnere di bordo
- Vladislav Nikolaevič Volkov (secondo volo), ingegnere collaudatore

Originariamente questo equipaggio era stato indicato come sostituto: i tre uomini appositamente addestrati per questa missione di lunga durata erano infatti Aleksej Leonov, Pëtr Kolodin e Valerij Kubasov. Tre giorni prima del lancio si era tuttavia sospettato erroneamente che Kubasov avesse contratto la tubercolosi: temendo che potesse aver contagiato anche i due compagni, essi vennero sostituiti in toto dai riservisti.

## Missione
Il lancio della missione avvenne il 6 giugno 1971 dal cosmodromo di Baikonur. Il giorno successivo i tre cosmonauti avevano raggiunto la meta della loro missione, agganciandosi ed accedendo alla Saljut 1, che era così divenuta la prima stazione spaziale ad essere equipaggiata da umani.
L'equipaggio rimase a bordo della stazione spaziale per tre settimane, con l'incarico di collaudarne tutti i sistemi, nonché di eseguire alcuni esperimenti di carattere scientifico. Durante la missione sorsero varie difficoltà: in particolare dopo che un piccolo incendio ebbe danneggiato irreparabilmente un telescopio (ovvero uno degli strumenti più importanti per l'esecuzione dei citati esperimenti scientifici), da terra si decise di anticipare il rientro dell'equipaggio di una settimana intera.
Il 29 giugno 1971 i tre cosmonauti risalirono sulla Sojuz e si prepararono al rientro sulla Terra: come da prassi l'apparato che riteneva la capsula alla stazione (costituito da varie componenti metalliche articolate) sarebbe dovuto saltare pezzo per pezzo mediante la progressiva detonazione di piccole cariche esplosive. Per un errore tuttavia le cariche esplosero nello stesso istante: la spinta impressa alla Sojuz fu quindi talmente forte da far attivare la valvola di scarico dell'aria, che si sarebbe dovuta aprire invece poco prima dell'atterraggio per consentire di adeguare la pressione atmosferica interna alla capsula con quella esterna. L'aria contenuta nell'abitacolo iniziò così a fluire nello spazio aperto: accortosi del grave problema il cosmonauta Pacaev tentò di chiudere la valvola mediante una manovra manuale di emergenza, ma perse i sensi prima di riuscirvi.
Nulla di tutto ciò venne però percepito dai controllori del volo, che del resto nulla avrebbero potuto per risolvere tale avaria; la capsula riuscì comunque ad atterrare nella zona prefissata secondo le canoniche procedure automatiche. Il luogo di sbarco, nei pressi del quale è stato realizzato un monumento commemorativo, coincise con un punto nei pressi di Shalginskij, un piccolo centro abitato kazako situato nel cuore della regione di Karaganda. Fu solo quando le squadre di recupero la raggiunsero, che ci si rese conto della tragedia avvenuta: i soccorritori tentarono vanamente per alcuni minuti di rianimare i tre cosmonauti, che erano tuttavia morti soffocati dall'esposizione al vuoto creatosi a causa della depressurizzazione.
In onore dei cosmonauti venne celebrato un funerale di Stato sovietico, cui prese parte anche l'astronauta statunitense Tom Stafford, che aiutò a portare una delle bare.
In seguito a tale tragedia la navicella spaziale Sojuz venne completamente ristudiata ed intensivamente riprogettata: in particolare venne ampliato l'abitacolo, onde consentire agli equipaggi di indossare le tute spaziali pressurizzate anche durante le fasi di lancio e atterraggio, aumentando notevolmente la sicurezza dei voli.

## Ulteriori dati di volo
- Aggancio alla Saljut 1: 7 giugno 1971, 07:49 UTC
- Distacco dalla Saljut 1: 29 giugno 1971, 18:28 UTC

I dati sopra elencati si basano su quelli pubblicati immediatamente dopo il termine della fase di lancio. Le continue variazioni ed i cambi di traiettoria nell'orbita dovute alle manovre di aggancio rendono quindi probabili ed attendibili eventuali altre indicazioni risultanti da fonti diverse.